# 경동인베스트
경동인베스트(Kyungdong Invest Co., Ltd.)는 대한민국의 지주 회사이다. 본사는 경기도 성남시 분당구 수내로46번길 4 경동빌딩에 위치해 있으며 대표이사는 정승진이다. 회사는 지주 사업 부문 외 플랜트 및 물류 사업 부문, 전기 발전 사업을 영위하는 전기 발전 사업 부문, 전문 건설업 부문 등으로 구성되어 있다

## 사업
한국지질자원연구원이 경동인베스트의 자회사인 경동과 면산층 티타늄-철 광상 공동 개발 협력 체결을 한 바 있다

## 같이 보기
- 경동도시가스

## 참고문헌
1. ↑  한경상, 경동 티타늄 광체 발견 소식에 경동인베스트 주가 17%대 강세, 국제뉴스, 2024년 3월 22일
2. ↑  주병국, 경동인베스트, 종속 기업 손익 증가로 경영 실적 개선, 가스신문, 2024.02.28
3. ↑  경동인베스트, 태백·삼척 조기 폐광 대체 산업 정부 예타 대상 사업 선정...티타늄 면산층 확인, 서울경제, 2023.12.06
4. ↑  경동인베스트, 자회사 조광권 취득 소식에 3거래일 연속 '上', 한국경제, 2022.10.24
5. ↑  경동인베스트, SK에코플랜트 태백 티타늄 사업 입주 의향 소식에 25% 급등, 인포스톡데일리, 2023.05.12
6. ↑  이지운, 경동인베스트, 19조 카자흐 리튬 광구 채굴권 지질 자원연 확보 유력에 강세, 머니S, 2024.05.20